# Antillobisium vachoni
Antillobisium vachoni är en spindeldjursart som beskrevs av Dumitresco och Traian Orghidan 1977. Antillobisium vachoni ingår i släktet Antillobisium och familjen Bochicidae. Inga underarter finns listade i Catalogue of Life.